# Konráð Olavsson
Konráð Hilmar Olavsson (* 11. März 1968) ist ein isländischer Handballspieler.

## Karriere
Konráð Olavsson spielte in Deutschland für die HSG Dortmund und in der Saison 1997/98 beim TV Niederwürzbach, mit dem der 1,86 Meter große Linksaußen das Finale des DHB-Pokals 1997/98 erreichte, in dem der TVN dem THW Kiel mit 15:30 unterlag. Anschließend wechselte er in seine Heimat zu UMF Stjarnan, wo er vorher schon gespielt hatte. Mit Stjarnan nahm er in der Saison 2006/07 am Europapokal der Pokalsieger teil.
Konráð Olavsson bestritt 174 Länderspiele für die Isländische Nationalmannschaft, in denen er 375 Tore erzielte. Mit Island nahm er an den Olympischen Spielen 1992 in Barcelona teil, wo das Team den vierten Platz belegte.